# Jösse domsaga
Jösse domsaga var en domsaga i Värmlands län. Den bildades 1856 genom utbrytning ur Västersysslets domsaga. Domsagan upplöstes 1971 i samband med tingsrättsreformen i Sverige och överfördes då till Arvika tingsrätt och dess domkrets.
Domsagan ingick från 1963 i Hovrätten för Västra Sverige och innan dess i Svea hovrätts domkrets.

## Härader
Domsagan omfattade:
- Jösse härad

## Tingslag
- Jösse tingslag

## Häradshövdingar
- 1856–1859 Carl Fredrik Wahlgren
- 1859–1878 Fredrik Ekman
- 1879–1907 Karl Liljesköld
- 1908–1930 Gustaf Wilhelm Mårten Rogstadius[1]
- 1931 Vakant, tf Petrus Grufman, vice häradshövding[2]
- 1932–1939 Birger Wijkmark[3]
- 1940–1963 Martin Mellbin[4]
- 1964–1969 Karl Gustaf Persson
- 1969–1970 Ernst Heyman (son till Harald H)